# Josef Stampfl (Politiker)
Josef Stampfl (* 24. Dezember 1884 in Braunau am Inn, Bezirk Braunau am Inn, Oberösterreich; † 17. Mai 1962 in Linz, Oberösterreich) war ein österreichischer Politiker der Österreichischen Volkspartei (ÖVP).

## Leben
Nach dem Besuch der Volksschule sowie der Mittelschule studierte Stampfl Rechtswissenschaft an der Universität Wien sowie der Universität Graz und ließ sich nach der Promotion zum Doktor der Rechte 1916 als selbständiger Rechtsanwalt nieder. Seit 1902 war er Mitglied der K.ö.St.V. Almgau Salzburg im MKV. Zudem war er seit 1904 Mitglied der KaV Norica Wien und später noch der KÖHV Carolina Graz.
Zwischen den Jahren 1940 und 1945 war er als Rechtsanwalt maßgeblich an der Rettung des Bischöfliche Gymnasium Petrinum Linz vor den Nationalsozialisten beteiligt.
Später begann er daneben eine politische Laufbahn in der ÖVP und war nicht nur Mitglied des Gemeinderates, sondern auch Vizebürgermeister von Linz. Außerdem war er von 1945 bis 1947 Obmann der ÖVP Oberösterreich.
Am 19. Dezember 1945 wurde er Mitglied des Bundesrates und gehörte diesem bis zum Ende der V. Gesetzgebungsperiode am 5. November 1949 an. Während dieser Zeit war Josef Stampfl vom 1. Januar bis zum 30. Juni 1948 Präsident des Österreichischen Bundesrats.

## Verdienste und Auszeichnungen
- Träger des Gregoriusordens
- Ritter des Ritterorden vom Heiligen Grab zu Jerusalem
- Träger des Silbernen Ehrenzeichens fur Verdienste um die Republik Osterreich